# Ungarische Badmintonmeisterschaft 1973
Die Ungarische Badmintonmeisterschaft 1973 fand am letzten Wochenende im Mai 1973 in der Sporthalle Kilián FSE (Honvéd Kilián György Főiskola Sport Egyesület) in Szolnok statt.

## Die Sieger und Platzierten
| Disziplin    | Gold                       | Silber                        | Bronze                        |
| ------------ | -------------------------- | ----------------------------- | ----------------------------- |
| Herreneinzel | János Cserni               | András Édes                   | László Rammer                 |
| Herreneinzel | János Cserni               | András Édes                   | Imre Bereknyei                |
| Dameneinzel  | Éva Cserni                 | Ildikó Szabo                  | Valéria Virágos               |
| Dameneinzel  | Éva Cserni                 | Ildikó Szabo                  | Zsuzsa Szabados               |
| Herrendoppel | László Rammer János Cserni | András Édes Tamás Szulyovszky | Andras Révész József Szentesi |
| Herrendoppel | László Rammer János Cserni | András Édes Tamás Szulyovszky | József Papp Imre Bereknyei    |
| Damendoppel  | Éva Cserni Valéria Virágos | Gertrúd Ladányi Erzsébet Wolf | Zsuzsa Gláser Zsuzsa Szabados |
| Damendoppel  | Éva Cserni Valéria Virágos | Gertrúd Ladányi Erzsébet Wolf | Ildikó Szabo Balogh           |
| Mixed        | János Cserni Éva Cserni    | András Édes Erzsébet Wolf     | Imre Bereknyei Zsuzsa Gláser  |
| Mixed        | János Cserni Éva Cserni    | András Édes Erzsébet Wolf     | László Rammer Valéria Virágos |